# Ivan Stavarskyj
Ivan Stavarskyj, cyrilicí Іван Ставарський, polsky Iwan Stawarski, byl rakouský politik rusínské (ukrajinské) národnosti z Haliče, během revolučního roku 1848 poslanec Říšského sněmu.

## Biografie
Uváděl jako Johann Stawarski, hospodář v obci Zbojišča (Zboisk).
Během revolučního roku 1848 se zapojil do veřejného dění. V doplňovacích volbách roku 1848 byl zvolen i na ústavodárný Říšský sněm. Nastoupil v prosinci 1848 místo Bartłomieje Pietrowského. Zastupoval volební obvod Vynnyky. Tehdy se uváděl coby zemědělec. Náležel ke sněmovní pravici.
Patřil mezi rolnické poslance. Byl ukrajinské národnosti.